# Districtul Wang Muang
Wang Muang (în thailandeză วังม่วง) este un district (Amphoe) din provincia Saraburi, Thailanda, cu o populație de 17.536 de locuitori și o suprafață de 338 km².

## Componență
Districtul este subdivizat în 3 subdistricte (tambon), care sunt subdivizate în 31 de sate (muban).
| Nr. | Nume         | În thailandeză | Sate | Pop.  |
| --- | ------------ | -------------- | ---- | ----- |
| 1.  | Salaeng Phan | แสลงพัน         | 5    | 2,616 |
| 2.  | Kham Phran   | คำพราน         | 9    | 6,511 |
| 3.  | Wang Muang   | วังม่วง          | 17   | 8,409 |